# Château de Pressac (Gironde)
Pour les articles homonymes, voir Château de Pressac et Pressac (homonymie).
Le château de Pressac est un domaine viticole situé sur la commune de Saint-Étienne-de-Lisse, en Gironde.

## Historique
Le château est bâti au Moyen Âge, sans date précise.
Le 20 juillet 1453 est signée dans les murs du château la reddition des Anglais après la bataille de Castillon qui met fin à la Guerre de Cent Ans.
Jean de Sansart en est le propriétaire en 1523 et sa famille le conserve jusqu'au début du XVIIIe siècle. Il est racheté par Maximin Josselin en 1860.
En 1997, il est acquis par Jean-François et Dominique Quénin.

## Vin et vignoble
Situé à la limite de l’appellation, le château est promu grand cru classé de Saint-Émilion en 2012. Les cépages plantés sont le merlot, le cabernet franc, le cabernet sauvignon, le malbec (également nommé le "noir de Pressac"), le carménère et le petit verdot.
La propriété s'étend en 1997 sur 36 ha pour passer en 2021 à 47 ha dont 41 ha de vignes.
Le domaine produit entre 150 000 et 200 000 bouteilles par an.

## Architecture
Dessiné par un architecte de Fronsac, un nouveau chai de vinification est inauguré en 2021.

Le château au XXe siècle
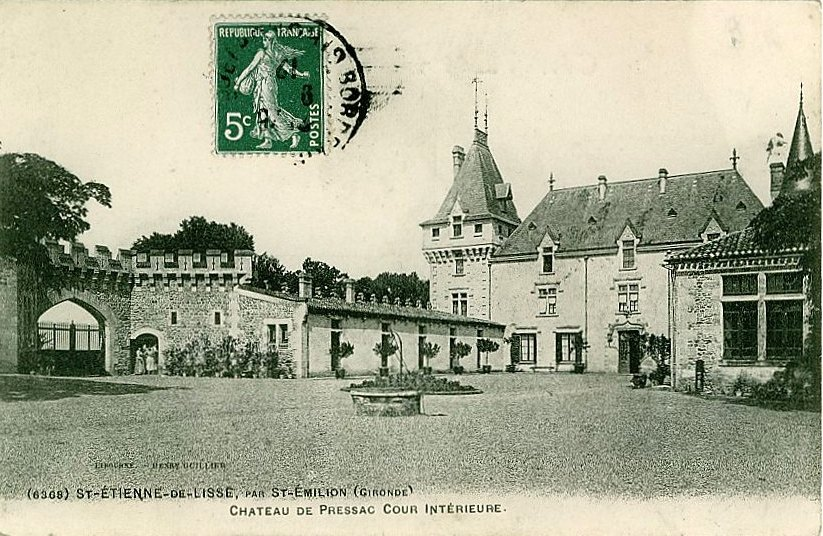
Cour intérieure.
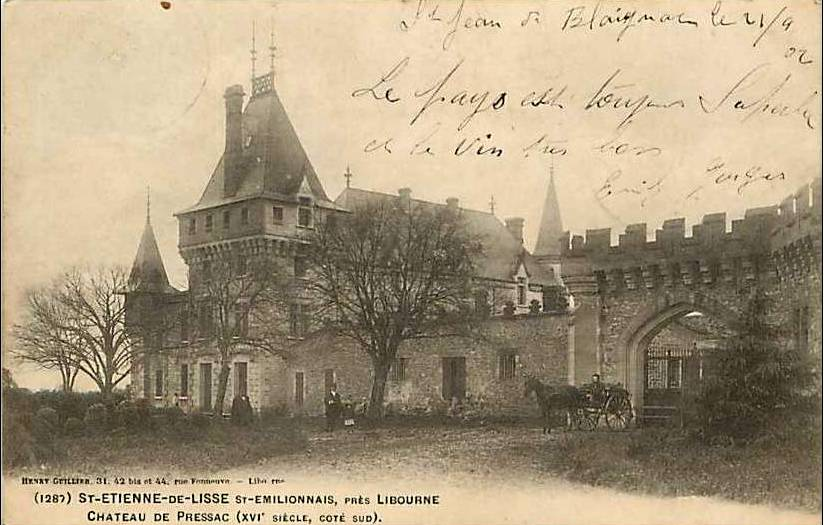
Coté Sud.
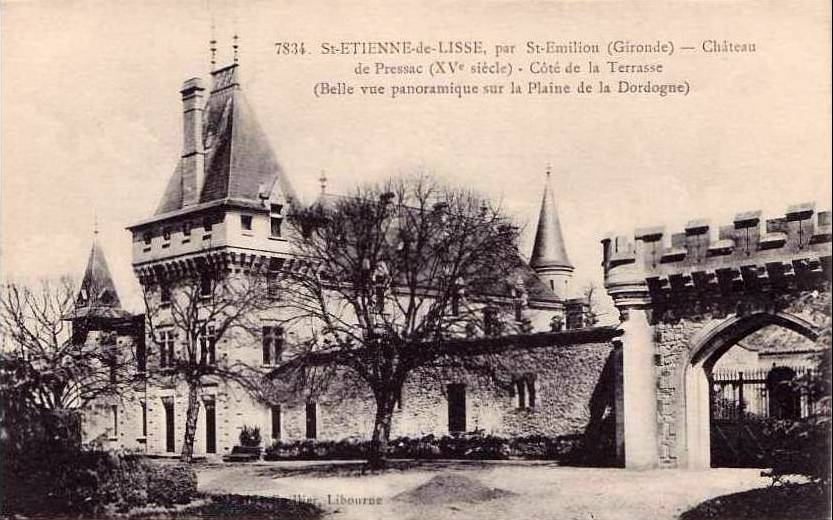
Coté de la terrasse.
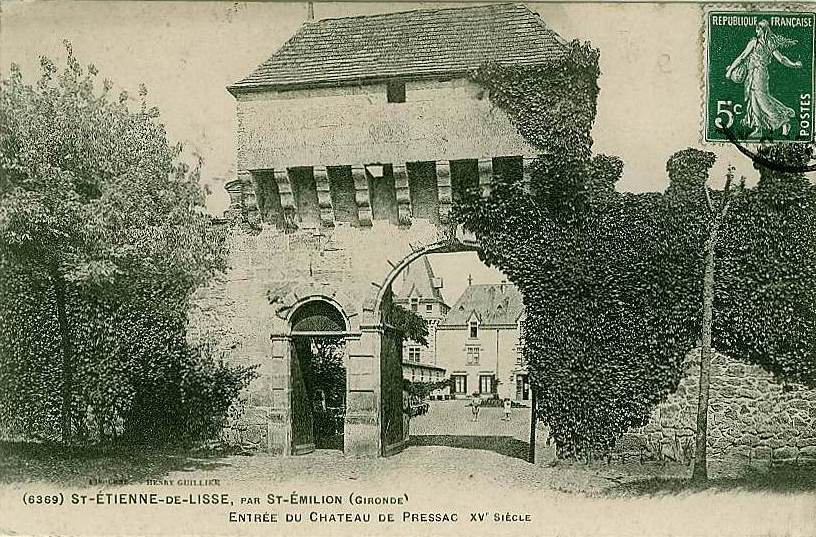
Entrée du château.